# Cơ sở sửa chữa
Cơ sở sửa chữa là cơ sở kỹ thuật có chức năng tiến hành công tác sửa chữa vũ khí, trang bị kỹ thuật. Cơ sở sửa chữa có cơ sở sửa chữa cố định (trạm, xưởng, nhà máy...) và cơ sở sửa chữa cơ động (đơn vị, trạm dã chiến, dã ngoại). Trong Quân đội, cấp chiến lược thường có xí nghiệp liên hiệp, nhà máy sửa chữa; cấp chiến dịch có phân đội và xưởng sửa chữa; cấp chiến thuật có phân đội và trạm sửa chữa
Cơ sở sửa chữa ra đời và phát triển cùng với sự hình thành và phát triển của Quân đội, của vũ khí, trang bị kỹ thuật; phụ thuộc vào số lượng, mức độ hiện đại của vũ khí, trang bị kỹ thuật của Quân đội, thủ đoạn tác chiến và uy lực vũ khí, trang bị kỹ thuật của địch. Trong kháng chiến chống Pháp, các cơ sở sửa chữa được tổ chức ngay từ những ngày đầu kháng chiến. Sắc lệnh số 34/SL của Chủ tịch Hồ Chí Minh (1946) chuyển Phòng Quân giới thành Chế tạo Quân giới cục, các khu thành lập các ti, khoa hoặc phòng quân giới trực tiếp chỉ đạo các xưởng sửa chữa, sản xuất bảo đảm vũ khí cho các đơn vị trong toàn quân. Cuối năm 1950, Cục Vận tải tổ chức các xưởng sửa chữa: Tiền Phong (96-AX), Đông Khê (96-BX), Thành Công và Chiến Thắng. Theo Nghị định số 14A/NĐA (1953) của Bộ Quốc phòng - Tổng Tư lệnh, Cục Quân khí giải thể 2 xưởng sửa chữa K78 và T40 thành lập 3 đội sửa chữa cơ động. Cùng với sự ra đời các đại đoàn, Quân đội ta đã thành lập các công trường để sửa chữa vũ khí tại các địa phương; trong Chiến dịch Điện Biên Phủ đã hình thành hệ thống cơ sở sửa chữa từ hậu phương ra tiền phương... Sau năm 1954, Quân đội đã có nhà máy, xí nghiệp sửa chữa lớn, trạm, xưởng sửa chữa vừa và nhỏ.
Chiến tranh trong tương lai sẽ là cuộc chiến tranh vũ khí công nghệ cao, công tác sửa chữa có vai trò quyết định đối với công tác bảo đảm kỹ thuật cho các đơn vị tác chiến. Việc tổ chức các cơ sở sửa chữa phải theo hướng gọn nhẹ, cơ động; được bố trí theo hướng, vùng theo thế trận chiến lược.